# Molong
Molong – miasto w Australii, w stanie Nowa Południowa Walia.